# Edmondo Caccuri
Edmondo Caccuri (Torano Castello, 13 giugno 1903 – Roma, 13 agosto 1959) è stato un magistrato e politico italiano.

## Biografia
Laureato in giurisprudenza, è magistrato e docente universitario di diritto. Membro della Democrazia Cristiana, viene eletto Deputato dell'Assemblea Costituente. Poi è eletto alla Camera dei Deputati nelle prime tre legislature della Repubblica. Muore da parlamentare in carica all'età di 56 anni, nell'agosto 1959, al suo posto subentra a Montecitorio il collega Enrico Alba.
In sua memoria è stata intitolata una strada nella città di Bari.